# Championnat du Japon de football 1986-1987
Le Championnat du Japon de football 1986-1987 est la vingtième-deuxième édition de la Japan Soccer League. La saison a débuté le 25 octobre 1986 et s'est achevée le 17 mai 1987. 

## Classement de la première division
| Pos | Club                | Pts | J  | G  | N  | D  | Bp | Bc | Diff | Note           |
| --- | ------------------- | --- | -- | -- | -- | -- | -- | -- | ---- | -------------- |
| 1   | Yomiuri             | 29  | 22 | 11 | 7  | 4  | 35 | 18 | +17  | Champion       |
| 2   | Nippon Kokan        | 29  | 22 | 11 | 7  | 4  | 30 | 17 | +13  |                |
| 3   | Mitsubishi Motors   | 28  | 22 | 9  | 10 | 3  | 23 | 14 | +9   |                |
| 4   | Furukawa Electric   | 26  | 22 | 10 | 6  | 6  | 26 | 17 | +9   |                |
| 5   | Nissan              | 24  | 22 | 10 | 4  | 8  | 35 | 24 | +11  |                |
| 6   | Yanmar Diesel       | 24  | 22 | 8  | 8  | 6  | 21 | 22 | -1   |                |
| 7   | Mazda               | 23  | 22 | 6  | 11 | 5  | 17 | 17 | 0    |                |
| 8   | Fujita Industries   | 22  | 22 | 8  | 6  | 8  | 24 | 22 | +2   |                |
| 9   | Honda               | 20  | 22 | 6  | 8  | 8  | 20 | 24 | -4   |                |
| 10  | Yamaha Motors       | 17  | 22 | 3  | 11 | 8  | 11 | 22 | -11  |                |
| 11  | Matsushita Electric | 16  | 22 | 5  | 6  | 11 | 23 | 38 | -15  | Relégués en D2 |
| 12  | Hitachi             | 6   | 22 | 1  | 4  | 17 | 13 | 43 | -30  | Relégués en D2 |

## Classement des buteurs de la D1
| Pos | Joueur              | Nombre de buts |
| --- | ------------------- | -------------- |
| 1   | Toshio Matsuura     | 14             |
| 2   | Nobuhiro Takeda     | 11             |
| 2   | Hiroshi Yoshida     | 11             |
| 2   | Koichi Hashiratani  | 11             |
| 5   | Luís Carlos Tóffoli | 9              |
| 5   | Nobuyo Fujishiro    | 9              |

## Classement de la deuxième division

### Premier tour
Le premier tour est constitué de deux groupes régionaux (Est et Ouest). Chaque groupe est composé de huit clubs. Les quatre premiers de chaque groupe sont qualifiés pour le groupe de promotion. Les quatre derniers de chaque groupe sont qualifiés pour le groupe de relégation de leur zone régionale.

#### Groupe Est
| Pos | Club                | Pts | J  | G  | N | D  | Bp | Bc | Diff | Note                                       |
| --- | ------------------- | --- | -- | -- | - | -- | -- | -- | ---- | ------------------------------------------ |
| 1   | Toshiba             | 23  | 14 | 10 | 3 | 1  | 24 | 7  | +17  | Qualifiés pour le groupe de promotion      |
| 2   | Sumitomo            | 21  | 14 | 9  | 3 | 2  | 36 | 9  | +27  | Qualifiés pour le groupe de promotion      |
| 3   | Kofu Club           | 15  | 14 | 6  | 3 | 5  | 15 | 15 | 0    | Qualifiés pour le groupe de promotion      |
| 4   | Cosmo Oil Yokkaichi | 14  | 14 | 5  | 4 | 5  | 17 | 15 | +2   | Qualifiés pour le groupe de promotion      |
| 5   | ANA                 | 13  | 14 | 4  | 5 | 5  | 20 | 18 | +2   | Qualifiés pour le groupe de relégation Est |
| 6   | Fujitsu             | 13  | 14 | 6  | 1 | 7  | 16 | 20 | -4   | Qualifiés pour le groupe de relégation Est |
| 7   | Toho Titanium       | 12  | 14 | 3  | 5 | 6  | 13 | 19 | -6   | Qualifiés pour le groupe de relégation Est |
| 8   | TDK                 | 1   | 14 | 0  | 1 | 13 | 8  | 46 | -38  | Qualifiés pour le groupe de relégation Est |

#### Groupe Ouest
| Pos | Club                   | Pts | J  | G | N | D  | Bp | Bc | Diff | Note                                         |
| --- | ---------------------- | --- | -- | - | - | -- | -- | -- | ---- | -------------------------------------------- |
| 1   | Tanabe Pharmaceuticals | 23  | 14 | 9 | 5 | 0  | 22 | 5  | +17  | Qualifiés pour le groupe de promotion        |
| 2   | Toyota Motors          | 20  | 14 | 9 | 2 | 3  | 33 | 15 | +18  | Qualifiés pour le groupe de promotion        |
| 3   | Osaka Gas              | 19  | 14 | 6 | 7 | 1  | 20 | 13 | +7   | Qualifiés pour le groupe de promotion        |
| 4   | Seino Transportation   | 16  | 14 | 7 | 2 | 5  | 14 | 12 | +2   | Qualifiés pour le groupe de promotion        |
| 5   | New Japan Steel        | 15  | 14 | 7 | 1 | 6  | 23 | 15 | +8   | Qualifiés pour le groupe de relégation Ouest |
| 6   | Kyoto Police Dept.     | 8   | 14 | 3 | 2 | 9  | 15 | 34 | -19  | Qualifiés pour le groupe de relégation Ouest |
| 7   | Kawasaki Steel         | 6   | 14 | 2 | 2 | 10 | 16 | 30 | -14  | Qualifiés pour le groupe de relégation Ouest |
| 8   | NTT Kansai             | 5   | 14 | 1 | 3 | 10 | 12 | 31 | -19  | Qualifiés pour le groupe de relégation Ouest |

### Second tour

#### Groupe de promotion
| Pos | Club                   | Pts | J  | G | N | D | Bp | Bc | Diff | Note                        |
| --- | ---------------------- | --- | -- | - | - | - | -- | -- | ---- | --------------------------- |
| 1   | Sumitomo               | 22  | 14 | 9 | 4 | 1 | 20 | 4  | +16  | Champion de D2, promu en D1 |
| 2   | Toyota Motors          | 16  | 14 | 6 | 4 | 4 | 19 | 12 | +7   | Promu en D1                 |
| 3   | Tanabe Pharmaceuticals | 14  | 14 | 3 | 8 | 3 | 11 | 9  | +2   |                             |
| 4   | Seino Transportation   | 14  | 14 | 4 | 6 | 4 | 9  | 11 | -2   |                             |
| 5   | Toshiba                | 13  | 14 | 4 | 5 | 5 | 12 | 11 | +1   |                             |
| 6   | Osaka Gas              | 12  | 14 | 5 | 2 | 7 | 12 | 20 | -8   |                             |
| 7   | Kofu Club              | 11  | 14 | 5 | 1 | 8 | 12 | 15 | -3   |                             |
| 8   | Cosmo Oil Yokkaichi    | 10  | 14 | 3 | 4 | 8 | 8  | 21 | -13  |                             |

#### Groupe de relégation

##### Zone Est
| Pos | Club          | Pts | J | G | N | D | Bp | Bc | Diff | Note                          |
| --- | ------------- | --- | - | - | - | - | -- | -- | ---- | ----------------------------- |
| 1   | Fujitsu       | 24  | 6 | 5 | 1 | 0 | 37 | 26 | +11  |                               |
| 2   | ANA           | 20  | 6 | 3 | 1 | 2 | 33 | 30 | +3   |                               |
| 3   | Toho Titanium | 16  | 6 | 2 | 2 | 2 | 21 | 29 | -8   |                               |
| 4   | TDK           | 11  | 6 | 1 | 1 | 4 | 20 | 54 | -34  | Relégués en séries régionales |

Fujitsu, ANA et Toho Titanium se maintiennent en D2.

##### Zone Ouest
| Pos | Club               | Pts | J | G | N | D | Bp | Bc | Diff | Note                          |
| --- | ------------------ | --- | - | - | - | - | -- | -- | ---- | ----------------------------- |
| 1   | New Japan Steel    | 23  | 6 | 4 | 0 | 2 | 37 | 22 | +15  |                               |
| 2   | Kawasaki Steel     | 13  | 6 | 3 | 1 | 2 | 29 | 39 | -10  |                               |
| 3   | NTT Kansai         | 11  | 6 | 3 | 0 | 3 | 25 | 40 | -15  |                               |
| 4   | Kyoto Police Dept. | 11  | 6 | 1 | 1 | 4 | 20 | 54 | -34  | Relégués en séries régionales |

New Japan Steel, Kawasaki Steel et NTT Kansai se maintiennent en D2.

##### Matchs de classement
Le premier du groupe Est rencontre le premier du groupe Ouest pour déterminer le 9e et le 10e du classement. Le second de l'Est et de l'Ouest s'affrontent pour déterminer le 11e et le 12e du classement. Les troisièmes de l'Est et de l'Ouest se disputent les 13e et 14e places. Enfin les deux derniers de chaque groupe s'affrontent pour déterminer le 15e et le 16e du classement. 
| Pos   | Est           | Score           | Oust               |
| 9-10  | Fujitsu       | 3-3 (4-2 t.a.b) | New Japan Steel    |
| 11-12 | ANA           | 4-2             | Kawasaki Steel     |
| 13-14 | Toho Titanium | 3-0             | NTT Kansai         |
| 15-16 | TDK           | 5-0             | Kyoto Police Dept. |

Classement
| Pos | Club               |
| 9   | Fujitsu            |
| 10  | New Japan Steel    |
| 11  | ANA                |
| 12  | Kawasaki Steel     |
| 13  | Toho Titanium      |
| 14  | NTT Kansai         |
| 15  | TDK                |
| 16  | Kyoto Police Dept. |